# أديبة جريس مسلم
أديبة جِرْيس مسلّم، هي أول ممرضة أردنية، ولدت في شفا عمرو عام 1917م وأمضت طفولتها هناك، ثم انتقلت بعد ذلك إلى مدينة الناصرة حيث التحقت بمدرسة دار الايتام التابعة للإرسالية الإنجيلية ودرست فيها الابتدائية. أكملت دراستها الثانوية في بيرزيت عام 1934م. التحقت بمدرسة التمريض التابعة للمستشفى الإنجيلي في نابلس وتخرجت فيها عام 1937 كممرضة قانونية.

## العمل
عملت في القسم الخاص للمرضى الإنجليز التابع لمستشفى الحكومة في القدس، كما عملت في مستشقيات وعيادات يافا وغزة والرملة، عام 1949 عُيّنت مسؤولةً في قسم الأطفال في مسشتفى أوغستا- فكتوريا لمدة خمس سنوات.
انتقلت عام 1954 إلى الأردن لتعمل معلمة في مدرسة التمريض الأردنية التي تأسست عام 1953، تم إيفادها عام 1954 إلى الولايات المتحدة لتدرس في في جامعة سيراكوز لتتخرج منها بشهادة البكالوريوس بشرف في تخصص التمريض، وعليه تعتبر أول امرأة تحمل الجنسية الأردنية تحصل على بكالوريوس في التمريض.
عام 1958 بعد عودتها من الخارج تم تعيينها مديرة لمدرسة التمريض الأردنية حيث استمرت في هذه الوظيفة لمدة عشر سنوات، وبعد ذلك عملت مديرة مديرية التمريض في وزارة الصحة، وبقيت في منصبها هذا حتى تقاعدت عام 1977م.

## التكريم
كرّمها الملك عبد الله الثاني بن الحسين بوسام المئوية في احتفالية يوم الاستقلال في 25 أيار 2021.